# NGC 4367
NGC 4367 este o galaxie situată în constelația Fecioara. A fost descoperită în  de către .